# Alles über das Fliegen
Alles über das Fliegen ist die zweite Folge aus der überarbeiteten Fassung der Fernsehserie Loriot von 1997 (nicht zu verwechseln mit Folge II der Originalserie). Sie fasst mehrere Sketche und Zeichentrickfilme aus der ursprünglichen Serie, die in den 1970er Jahren entstand, unter dem thematischen Aspekt des Flugreisens zusammen.

## Handlung
Alles über das Fliegen beinhaltet folgende Sketche und Zeichentrickfilme von und mit Loriot. In Klammern stehen jeweils die Folgennumer der Originalserie sowie das Jahr der Erstausstrahlung:
- Bananenschale (Loriot I, 1976)
- Flughafenkontrolle (Loriot III, 1977)
- Leibesvisitation (Loriot V, 1978)
- Abflug (Loriot V, 1978)
- Flugessen (Loriot V, 1978)
- Landung (Loriot V, 1978)
- Fluggepäck (Loriot V, 1978)
- Aufbruch
- Comedian Harmonists (Loriot II, 1976)

Die Sketche Abflug, Flugessen, Landung und Fluggepäck ergeben eine fortgesetzte Handlung, in der Loriot,
Evelyn Hamann und Heinz Meier drei Fluggäste spielen.